# Їржі Драгош
Їржі Драгош (чеськ. Jiří Drahoš; нар. 20 лютого 1949, Чеський Тешин) — чеський фізико-хімік і викладач, президент Академії наук Чеської Республіки з 2009 по 2017 рр. Кандидат на посаду президента Чехії у 2018 році.

## Життєпис

### Ранні роки
Народився у родині педагога і медсестри, виріс в Яблункові. Разом із молодшим братом Йосипом відвідував початкову школу в рідному місті. Вчився грати на фортепіано і трубі, а брат — на скрипці.
1967 року закінчив гімназію Яблункова і склав вступні іспити в університет хімії і технології в Празі на кафедру фізичної хімії. Хімією Їржі цікавився ще зі школи.
1972 року закінчив Вищу школу хімічної технології у Празі. Після проходження військової служби, 1973-го Драгош приєднався до Інституту основ хімічного процесу Чехословацької академії наук.

### В Інституті теоретичних основ хімічної технології
Восени 1973 року почав навчання в Інституті хімічних процесів Чехословацької академії наук, а потім у фізично-хімічній групі під керівництвом професора Едуарда Хала.
1977 — отримав ступінь кандидата наук, захистивши кандидатську дисертацію "рівновага пару і рідини при високому тиску.
З 1978 року працював дослідником в Інституті у відділі хімічних реакторів групи для моделювання та контролю хіміко-технологічних процесів.
1985—1986 — отримав дозвіл на навчання в університеті Ганновера у ФРН, отримував стипендію. У січні 1989 року отримав дозвіл на піврічну практику в Університеті Сан-Паулу, де Їржі читав лекції як запрошений професор.

### Інститут хімічних процесів Академії наук Чехії
- 1992 — став заступником директора Інституту хімічних процесів.
- 1995—2003 — Драгош став директором, а з 2004 до серпня 2005 року був заступником директора Науково-дослідного інституту.
- 1992—1995 — працював заступником директора і директором (1996—2003) Інституту основ хімічного процесу.
- 1994 року став лектором у своїй альма-матер, а 1999-го — доктором хімічного машинобудування. 2003 став професором Інституту хімічної технології.
- 2006 — отримав звання почесного доктора Словацького технічного університету в Братиславі.
- 2005—2008 — обіймав посаду віце-президента Академії наук Чехії, співавтор 14 патентів. 60 робіт Їржі було опубліковано у професійних міжнародних журналах. З 2006 по 2009 рр. очолював Європейську федерацію хімічної технології.

У листопаді 2017 року його отримав звання почесного доктора Університету Кобе (Японія), нагородження відбулось у Танцюючому домі у Празі.
Драгош є або був членом кількох наукових установ: Інженерної академії Чехії, був Головою Чеського товариства хімічної інженерії, членом і головою Університету хімічної технології в Празі, також був членом ради Асоціації хімічної промисловості.
Був головою комітету з присудження докторських наук. Член Наукової ради Технічного університету в Брно.
З 2002 року очолює Міжнародний конгрес хімічної та технологічної інженерії CHISA, є редактором міжнародного журналу Chemical Engineering Research, членом журналу Міжнародного журналу багатофазного потоку, хімічної інженерії і технології і екологічно чистих продуктів і процесів.

### Голова Академії наук Чехії
З 2005 року Драгош працював у Академії наук Чеської Республіки (АНЧР) на посту віце-президента.
Його перебування на цій посаді відзначилось боротьбою за фінансування наукових установ, яким вдалося підвищити виділені кошти на 50 %. Драгош був Президентом Академії наук Чехії до 24 березня 2017 року.

## Участь у виборах Президента Чеської республіки

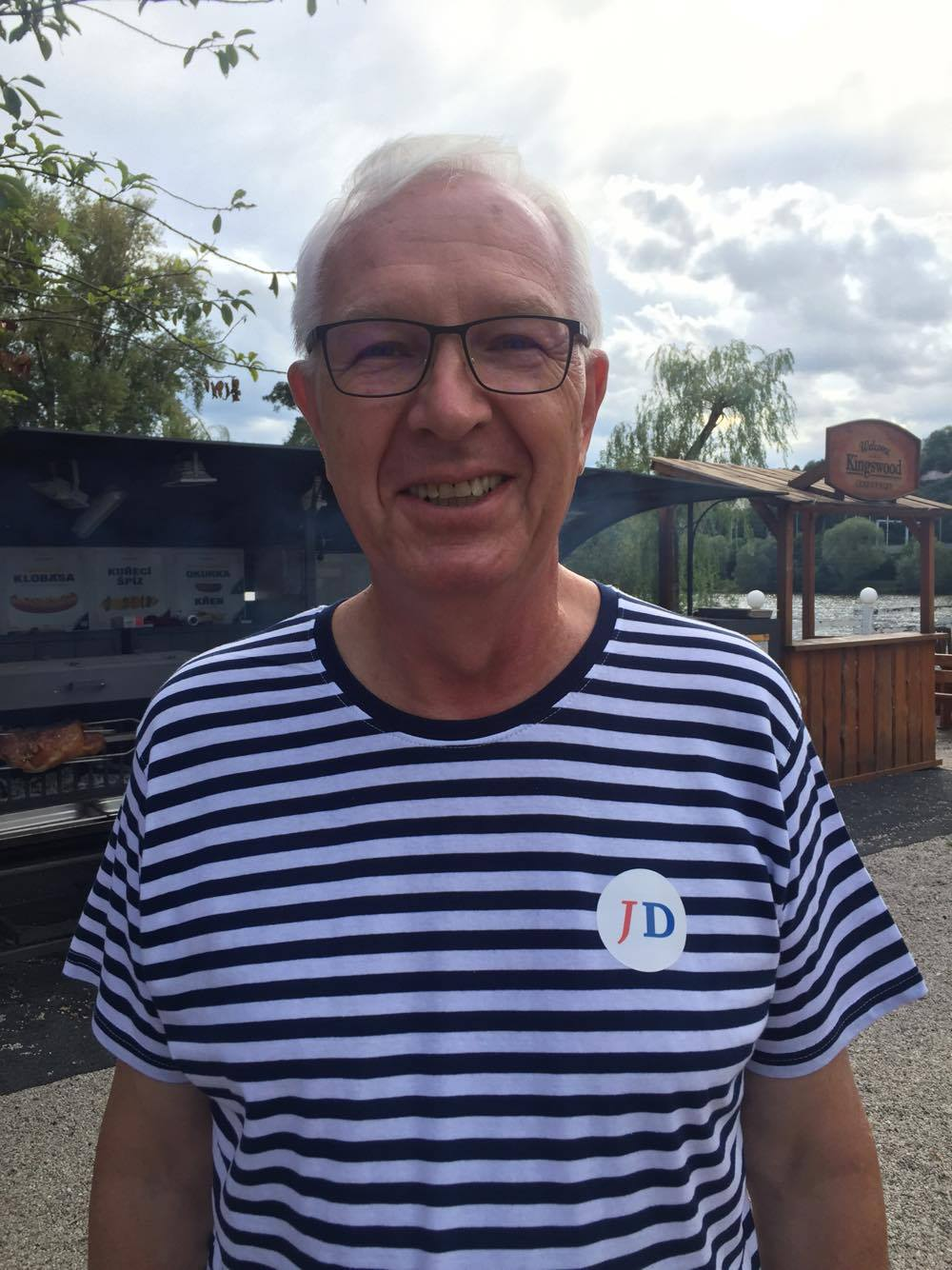
19 серпня 2017-го

У жовтні 2016 року Їржі заявив, що планує виставити свою кандидатуру на посаду Президента Чехії. 28 березня 2017 року він підтвердив цей намір в культурному домі на виступі у Яблункові.

### Виборча кампанія
У виборчій кампанії кандидатура Драгоша підтримується багатьма провідними чеськими громадськими діячами. Їржі підтримують виборці і політики всього політичного спектру, в тому числі християнські демократи, соціал-демократи і члени руху YES. Одна, Драгош хоче конкурувати як незалежний кандидат, а не від партії.
Згідно опитувань Чеського радіо, проведених у вересні 2017 року, Драгош мав у першому турі набрати на 15 % менше за Мілоша Земана.
До консультативної команди Драгош вибрав Дена Драбова, економіста Данієля Мюнхена, експерта з питань державного управління Карла Пубала, Яну Клас, видавця Джорджа Паведета, астрофізика Їржі Ґриґаря, економіста Пітер Теплого, єгиптолога Мирослав Барта, ректор ЧСУ Петра Стекола, історика Ярослав Себека, колишнього дипломата Петра Колара, радника з соціального забезпечення Ладислава Саймона, економіста Лукаса Кованду.

### Фінансова підтримка кампанії

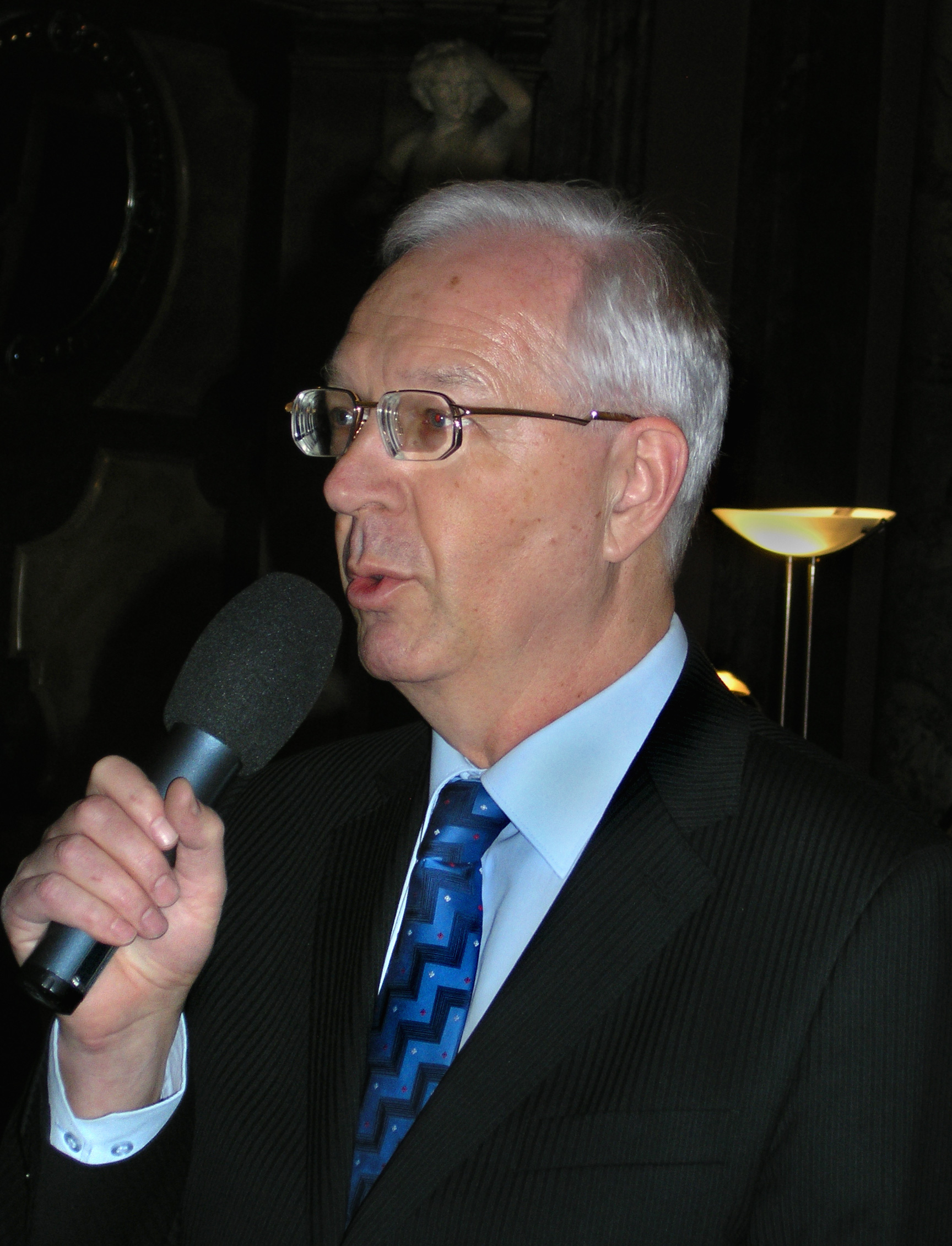
Їржі 2009 року.

У травні 2017-го виборчий штат Драгоша заявив, що обговорювались питання підтримки Драгоша чеськими підприємцями. Найбільшу фінансову підтримку надали Далібор Дедек, Мартін Віхтерле (онук винахідника контактних лінз та засновник інженерної групи «Віков»), Лібор Вінклер, Іван Гавел, Вацлав Пачеш, Хелена Іллєрєнова, Павло Братинка та Вєчлав Міхалік.

### Перший тур виборів
У першому турі президентських Драгош отримав 26,6 %, Мілош Земан — 38,56 % голосів. Їржі вийшов у другий тур з чільним президентом Земаном. Після першого туру інші кандидати (Павел Фішер, Марек Гілшер, Міхал Горачек, Вратислав Кульганек та Мірек Тополанек) висловили одностайну підтримку Драгошу у другому турі та закликали своїх виборців проголосувати за нього. Міхал Горасек також безкоштовно запропонував свої рекламні щити, вже оплачені на час другого туру виборів.

## Політичні погляди

### Міжнародна політика

#### Питання чеського членства в НАТО
Драгош вважається проєвропейським кандидатом, який виступає за членство Чеської Республіки в НАТО: «Чеська Республіка є частиною демократичної Європи. Якщо ми хочемо мати вплив на Європу, ми повинні бути її частиною. Інша важлива річ — безпека держави. Жодна держава нашого розміру не може вирішити проблеми безпеки окремо. Ось чому наше членство в НАТО є важливим». Їржі також проти референдуму щодо виходу з НАТО. США Драгош вважає союзником Чехії і після перемоги Дональда Трампа на президентських виборах своєї думки не змінив.

#### Референдум щодо виходу з ЄС та прийняття євро
Думки щодо проведення референдуму про вихід з Європейського Союзу сприймались Драгошем скептично.

#### Питання щодо санкцій проти Росії
Драгош підтримує санкції проти Росії та територіальну цілісність України, зокрема засуджує російську збройну агресію проти України. Чеська республіка, за словами Драгоша, не повинна бути мостом між Росією та Заходом, оскільки вона є частиною самого ЄС, і заявив «ми застерігаємо проти наївності, яку демонструють деякі з сил у західних країнах щодо Росії». В інтерв'ю для чеського радіо він припустив, що російські спецслужби хотіли б переобрати Мілоша Земана, але визнав, що у нього немає доказів. Росія назвала це загрозою для Чехії.

#### Відносини з Китаєм
У квітні 2017 року Драгош заявив, що інвестиції Китаю в Чехію не потрібно вважати передумовою щодо змін позиції країни щодо територіальної цілісності Китаю (зокрема, підтримку Руху за незалежність Тибету). Втім, у радіопередачах на чеському радіо 14 січня 2018 Драгош сказав, що не заперечує проти торгівлі з КНР, оскільки «Китай є наддержавою світу», і «будь-яка країна веде справи з нею».

#### Інше

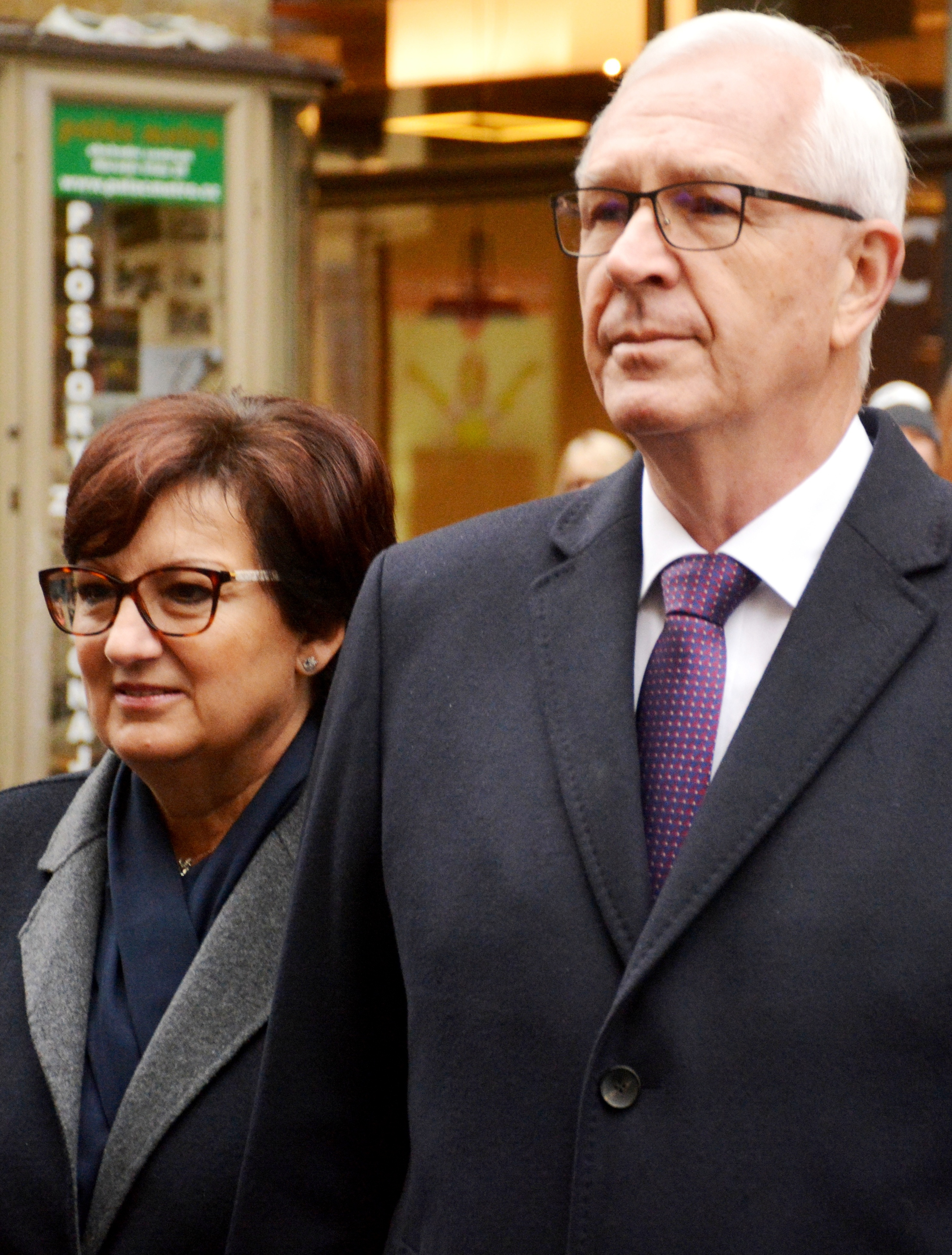
Їржі з дружиною Євою на акції пам'яті Оксамитової революції (17 листопада 1989) року на Народному проспекті в Празі (листопад 2017-го).

Під час Каталонської кризи 2017 року і під час незаконного референдуму про незалежність Каталонії Драгош висловив підтримку дій прем'єр-міністра Іспанії Маріяно Рахоя, який перешкоджав неконституційному референдуму, але засудив насильство іспанської поліції проти учасників мітингів.
За словами Драгоша, вплив людини на глобальне потепління клімату є незаперечним, і діяльність людини повинна обмежити наслідки глобальних змін.
Драгош вважає, що Чехія повинна збільшити витрати на оборону, щоб виконати зобов'язання перед країнами НАТО, а підрозділи Збройних сил повинні продовжувати брати участь у операціях в Афганістані.

#### Міграційна криза
У січня 2018 року Драгош заявив, що «перерозподіл біженців на основі квот є політично неефективним і навіть шкідливим» і що проблема біженців «може привести до порушення політичної, економічної і культурної стабільності Європи». Міграційна криза не повинна вирішуватись закритим кордоном, а має бути вирішена там, де почалась. Драгош пояснив, що «З появою в Європі нових мігрантів вирішення цього питання буде коштувати багато грошей».
У червні 2017 року він сказав, що квоти біженців для країн-членів ЄС не є проблемою, і прийняти 2600 біженців Чехія зможе.

## Національна політика
Драгош вважає головною причиною висування своєї кандидатури, «стурбованість долею сучасної чеської демократії. Я не байдужий до екстремізму та популізму та певної громадянської апатії до основних демократичних цінностей».
Драгош запропонував, щоб Центральноєвропейський університет, який був заснований та фінансується американським благодійником Джорджем Соросом, перенесли з Будапешта до Праги.

## Критика

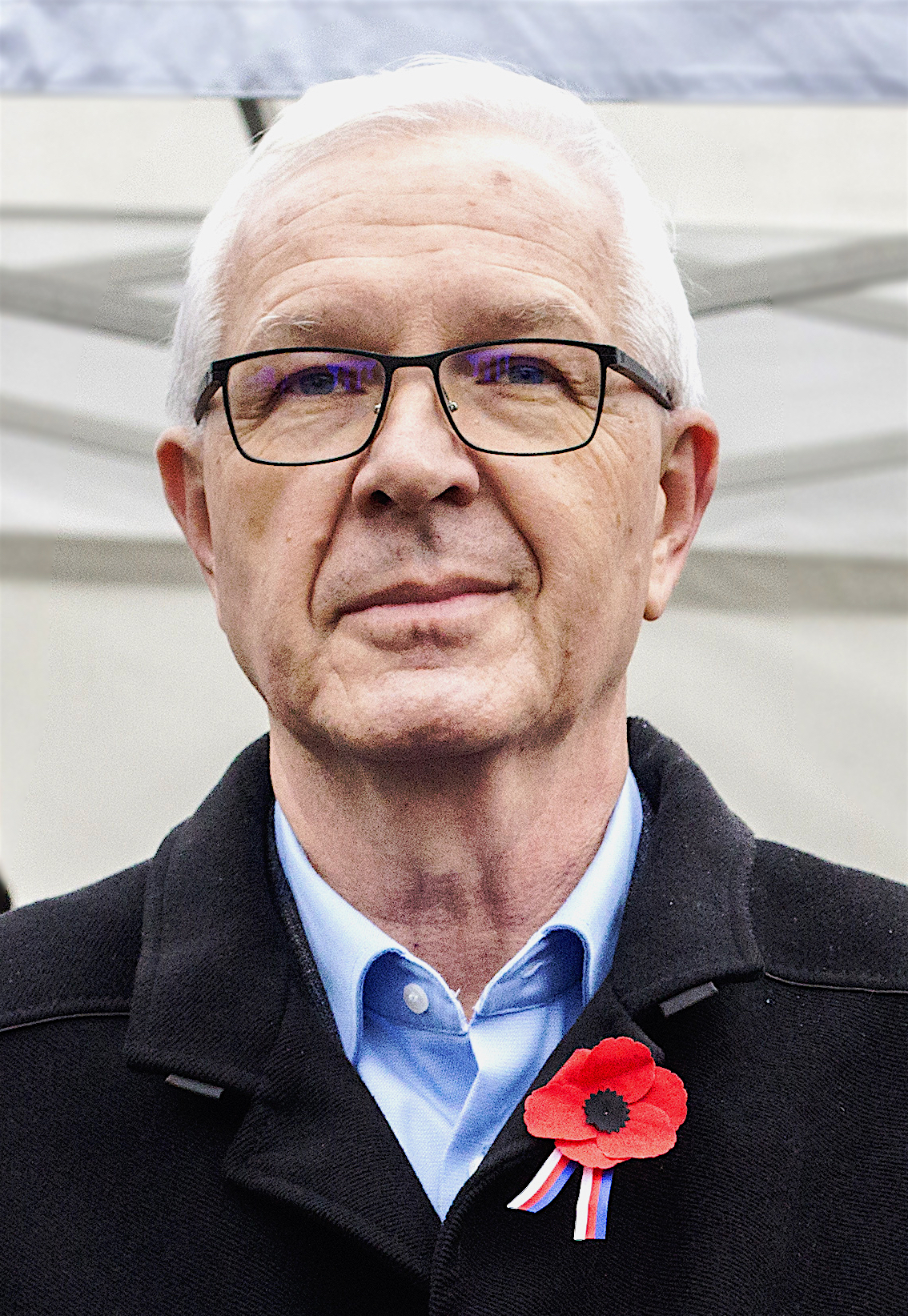
Драгош у листопаді 2017-го у день пам'яті на Площі Миру в Празі.

У березні 2013 року в чеських ЗМІ активно писали про можливе порушення закону Драгошем під час обрання президентом академії наук. Відповідно до закону, член вченої ради може бути обраним не більше двох періодів поспіль, а рада включає її керівника. Драгош чотири роки працював заступником голови, а потім 8 років був його головою інституції.
Після того, як Драгош сказав, що у вибори можуть втрутитись іноземниі розвідками, Мілош Земан сказав, що така думка може бути кримінальним злочином.
Ян Новотни, редактор газети «Євро» висловив стурбованість щодо підтримки Драгоша найбагатшими чехами — мільярдером і власником компанії Jablotron Далібора Старого, співвласником фінансової групи RSJ Libor Winkler і власником Wikov Мартіном Віхтірлева.
Колишній президент Вацлав Клаус сказав про Драгоша: «Від нього я ніколи не чув ні чіткого політичного зору, ні думок про речі, які рухають наш час».

## Сім'я
Одружений, виховує двох доньок.
Дружина Єва (*1951), з нею Їржі познайомився під час навчання в Празі. Подружжя виховує двох доньок — Радку (*1979) і Ленку (*1981).
Єва Драгошова працювала бібліотекарем у бібліотеці Інституту водних ресурсів ім. Масарика. На момент оголошення кандидатури її чоловіка кандидатом в президенти, Єва вже вийшла на пенсію і піклувалася про онуків.

## Захоплення
Драгош любить проводити вільний час разом з сім'єю на дачі і займатися садом. Із дружиною взимку катається на лижах.
Володіє англійською, німецькою, російською та польською мовами.

## Нагороди
- 2012 — за наукову діяльність президент Вацлав Клаус нагородив Драгоша Державною премією і медаллю першого ступеня[28].
- Почесні докторські ступені Словацького технічного університету (Братислава) та Японського університету Кобе.